# Oda Buchholz
Oda Buchholz, född 21 januari 1940, var en tysk lingvist och forskare.
Buchholz har studerat i Albanien och blev ledande i albanska studier i Östtyskland. Hon har arbetat för Berlins vetenskapsakademi. Hon är morfologisk expert och författare till Zur Verdoppelung der Objekte im Albanischen (1977); Wörterbuch Albanisch Deutsch (1977) och Albanische Grammatik (1987).